# Condado de Greenville (Carolina do Sul)
O Condado de Greenville (em inglês:  Greenville County) é um dos 46 condados do estado americano da Carolina do Sul. A sede e maior cidade do condado é Greenville. Foi fundado em 1786.
O condado possui uma área de 2 059 km², dos quais 2 033 km² estão cobertos por terra e 25 km² por água, uma população de 451 225 habitantes, e uma densidade populacional de 222 hab/km² (segundo o censo nacional de 2010). É o condado mais populoso da Carolina do Sul.